# 윤예지 (성악가)
윤예지는 대한민국의 소프라노 성악가이다.

## 학력
- 선화예술중학교
- 선화예술고등학교
- 서울대학교 음악대학 성악과 학사 및 석사
- The Catholic University of America 박사
- Manhattan School of Music 전문연주자과정

## 지도교수
윤예지는 서혜연 교수, 김정아 교수, 이혜선 교수, Catherine Malfitano, Kenneth Merrill을 사사했다. 

## 출연
- 박사과정 중: 오페라 로미오와 줄리엣, 돈 지오반니, 리골레토
- Maryland Lyric Opera: 오페라 로미오와 줄리엣
- Bel Cantanti Opera: 오페라 피가로의 결혼
- Kenneth Merrill과의 리사이틀
- 아르헨티나 대사관 초청 연주
- New York 및 Washington DC 의 이태리 대사관, 불가리아 대사관 콘서트
- Russian Soul Concert

## 수상
- Metropolitan International Music Festival 예술가곡부분 대상
- The New York Artists International Competition 1위
- Stephanie Blythe 주최 Fall Island Vocal Art Seminar에서 Emerging Artist Fellow

## 활동
- The Art Song Preservation Society(ASPS)’s Spring Into Song festival
- Friday Morning Music Club
- 한국성악가협회 신인음악회
- 프랑스가곡 신인음악회
- 작곡가 임긍수 평화음악회